# Эбар
Эбар — персидский сатрап Даскилеона (Геллеспонтская Фригия) в начале V века до н. э.

По всей видимости, после гибели Митробата в Даскилеоне властвовала семья Мегабаза. Эбар был его вторым сыном. Время его правления исследователи относят к 490-м годам до н. э.
Согласно Геродоту, во время покорения персами городов вблизи Геллеспонта Кизик не подвергся нападению, так как его жители, войдя в соглашение с Эбаром, ранее сами подчинились царю.